# 宋混
宋混（？—361年），字玄一，敦煌郡（今甘肃敦煌西南）人，十六国前凉大臣。
自宋配后，宋氏世为前凉大族。宋混性情耿直，仕于张重华为骁骑将军。353年，张重华去世。张祚废黜张重华的儿子张曜灵篡立，暴虐无道，上下怨愤。祚恶张瓘。宋混的哥哥宋修和张祚有矛盾，宋混害怕张祚加祸于己。河州刺史张瓘起兵反，355年八月，宋混和他的弟弟宋澄向西逃走，聚集了数万人响应张瓘，掉头开向姑臧。张祚派杨秋胡把张曜灵带到东苑斩杀，尸体埋在沙坑当中，宋混的部队驻扎在武始的大湖边，哀悼张曜灵。闰六月，宋混的部队抵达姑臧，张瓘的弟弟张琚及儿子张嵩打开西城门让宋混的军队进城。他们立张重华之子七岁的凉武侯张玄靓为国主。张祚被士兵杀掉，宋混等人砍下了他的首级示众。宋混等人把张祚以普通百姓的规格埋葬，并且杀了他的两个儿子。宋混、张琚上书东晋朝廷请立张玄靓为大将军、凉州牧、西平公，在境内实行大赦，纪年恢复为建兴四十三年。张瓘抵达姑臧，推戴张玄靓为凉王，任命宋混为尚书仆射。
359年，凉州牧张瓘专执朝政，猜忌苛虐，忌混忠直。辅国将军宋混，生性忠诚耿直，张瓘害怕他，想杀掉宋混以及他的弟弟宋澄，乘势将凉王张玄靓废黜，取而代之。张征兵数万人，集结于姑臧，宋混和宋澄聚兵二千反对张瓘。张瓘率领兵众出来迎战，被宋混击败。张瓘手下的玄胪刺击宋混，未能刺透盔甲，宋混擒获了他，张瓘的兵众全部投降。张瓘和他的弟弟张琚自杀，宋混将其宗族灭绝。张玄靓任命宋混为使持节、都督中外诸军事、骠骑大将军、酒泉郡侯，取代张瓘辅佐政事。宋混于是就请求张玄靓去掉凉王的称号，恢复凉州牧的称呼。宋混对玄胪说：“你刺杀我，我幸而未伤，如今我辅佐朝政，你害怕吗？”玄胪说：“我承受了张瓘之恩，只恨没有刺死你，无所畏惧！”宋混认为他有大义，以他为心腹。
361年，宋混病重，张玄靓及其祖母马氏前去看望，宋混说：“臣下的儿子宋林宗年幼，难以承担重任。殿下若未抛弃臣下一家，我弟弟宋澄办事能力胜于我，但恐怕他迂缓迟钝，难以随机应变。殿下如果能对他鞭策鼓励，就可以任用。”宋混告诫宋澄以及儿子们说：“我家承受国家大恩，应以死相报，不要倚仗权势对人傲慢。”他又会见了朝廷的大臣，全都告诫他们要忠贞不二。等到宋混死后，路人都为他流泪。